# 阿韦讷勒塞克
阿韦讷勒塞克（法語：Avesnes-le-Sec，法語發音：[avɛn lə sɛk]）是法国上法蘭西大區北部省的一个市镇，位于该省中东部，属于瓦朗谢讷区。

## 地理
阿韦讷勒塞克（50°14'59"N, 3°22'39"E）面积10.39 平方千米，位于法国上法蘭西大區北部省，该省份为法国最北部的省份及最长的省份，西北濒北海，西接加来海峡省，南至埃纳省和索姆省，东与比利时接壤。
与阿韦讷勒塞克接壤的市镇（或旧市镇、城区）包括：塞勒河畔努瓦耶勒、维莱昂科希、阿斯普尔、奥尔丹、伊维、略圣阿芒。

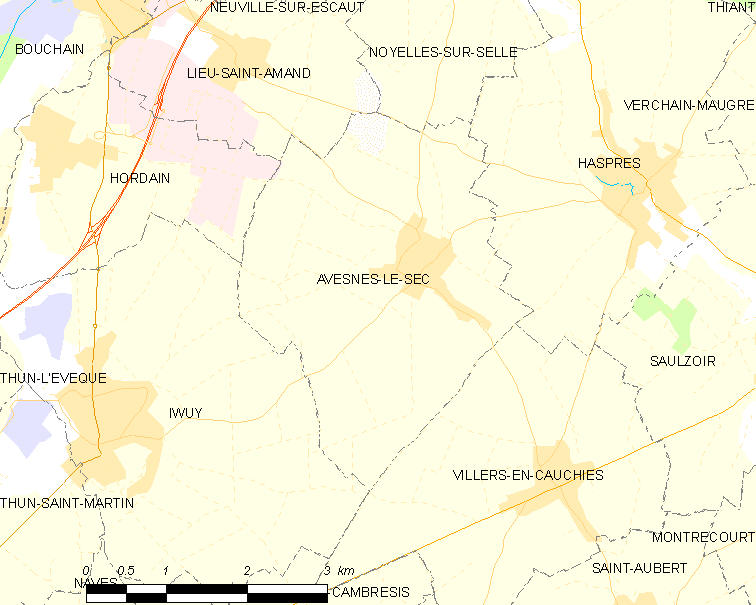
阿韦讷勒塞克的OSM定位图

阿韦讷勒塞克的时区为UTC+01:00、UTC+02:00（夏令时）。

## 行政
阿韦讷勒塞克的邮政编码为59296，INSEE市镇编码为59038。

## 政治
阿韦讷勒塞克所属的省级选区为德南县。

## 人口

1962-2008年间阿韦讷勒塞克人口变化图示

阿韦讷勒塞克于2022年1月1日时的人口数量为1453人。